# تغشية سوداء
التغشية السوداء (بالإنجليزية: black brane)‏ هو، في النسبية العامة، حل لمعادلات التي تعمم حل الثقب الأسود إلا أنها تتسوع أيضاً —وتتناظر انتقالياً— في أبعادp الخاصة والإضافية. قد يسمى هذا حل ببرين-p الأسود.
في نظرية الأوتار، قدمت لنا الحلول التي وصفت البرينات السوداء الوصف البديل للأجسام نفسها المسماة ببرينات-p. من ضمن تلك الأوصاف الأخرى لنفس الأجسام هي ببرينات-D. قد تقود بعض تقريبات البرينات السوداء إلى الإنتروبية المنسجمة مع الطاقة، من معادلة ط=ك.س².